# Pesto (pingüino)
Pesto (nacido el 30 de enero de 2024) es un polluelo de pingüino rey que vive en el Acuario Sea Life de Melbourne y que ganó notoriedad en septiembre de 2024 debido a su tamaño excepcionalmente grande durante su infancia.

## Biografía
Pesto nació el 30 de enero de 2024 en el Acuario Sea Life de Melbourne, y pesó 200 gramos (7,1 oz) al nacer. Su padre biológico es Blake, otro pingüino rey que vive en el acuario, aunque los cuidadores optaron por que dos pingüinos más jóvenes, Tango y Hudson, criaran a Pesto como padres adoptivos. Pesto fue el primer polluelo de pingüino rey que nació en el acuario desde 2022. El pesto se exhibió por primera vez en el acuario en abril de 2024.
En el momento de su revelación de género en septiembre de 2024, que se transmitió en las redes sociales, pesaba 21 kilogramos (46,3 lb), lo que lo convierte en el polluelo de pingüino rey más grande que haya vivido jamás en el acuario. Para ese mes, comía unos 25 pescados al día y 24 kilogramos (52,9 lb) de pescado por semana, una cantidad saludable para los pingüinos adolescentes. A marzo de 2025, se informó que Pesto tenía 90 centímetros (35,4 plg) de alto y pesaba 22,5 kilogramos (49,6 lb); los pingüinos rey adultos suelen pesar entre 9,5 kilogramos (20,9 lb) y 18 kilogramos (39,7 lb). A pesar de ser un polluelo, pesa más que sus padres Hudson y Tango juntos, aunque se espera que pierda peso después de emplumar. Según sus cuidadores, se espera que pese alrededor de 15 kilogramos (33,1 lb) como adulto. El Acuario Sea Life de Melbourne atribuyó en parte su gran tamaño a la genética, ya que su padre biológico Blake es el pingüino más grande del acuario, y en parte al cuidado de sus padres adoptivos.

## Impacto cultural
Pesto ha recibido mucha atención en línea y se ha convertido en un meme de Internet en TikTok debido a su gran tamaño. Los fanáticos lo han descrito cariñosamente como un «gordito» y un «linebacker». Durante su visita a Melbourne para la Gran Final de la AFL de 2024, la cantante estadounidense Katy Perry declaró que quería besar a Pesto. Se encontró con el pingüino el 27 de septiembre, aunque no lo besó por medidas de bioseguridad. Pesto recibió la visita similar de la cantante estadounidense Olivia Rodrigo el 11 de octubre durante su Guts World Tour.
El 9 de octubre, se inauguró en el distrito comercial del centro de Melbourne un mural que representa a Pesto rodeado de cuatro pingüinos adultos mucho más pequeños. Pintado por el artista local Lukas Kasper, el mural fue encargado por el Acuario Sea Life de Melbourne.